# Gabriel Silva (calciatore 2002)
Gabriel Silva Vieira (Ribeirão Preto, 22 marzo 2002) è un calciatore brasiliano, attaccante del Santa Clara.

## Caratteristiche tecniche
È un centravanti dinamico e dotato di un ottimo senso del gol che può anche giocare come seconda punta. Dotato di grandissima velocità, ha registrato la velocità più alta per un giocatore nel corso di una partita ufficiale (40,3 km/h).

## Carriera
Cresciuto nel settore giovanile del Palmeiras, ha esordito in prima squadra il 23 agosto 2020 subentrando a Luiz Adriano a venti minuti dalla fine dell'incontro di Série A vinto 2-1 contro il Santos.
Nel 2022 si è trasferito nella prima divisione portoghese al Santa Clara.

## Statistiche
Statistiche aggiornate al 27 novembre 2020.

### Presenze e reti nei club
| Stagione           | Squadra            | Campionato         | Campionato | Campionato | Coppe nazionali | Coppe nazionali | Coppe nazionali | Coppe continentali | Coppe continentali | Coppe continentali | Altre coppe | Altre coppe | Altre coppe | Totale | Totale | Totale |
| Stagione           | Squadra            | Comp               | Pres       | Reti       | Comp            | Pres            | Reti            | Comp               | Pres               | Reti               | Comp        | Pres        | Reti        | Pres   | Reti   |        |
| ------------------ | ------------------ | ------------------ | ---------- | ---------- | --------------- | --------------- | --------------- | ------------------ | ------------------ | ------------------ | ----------- | ----------- | ----------- | ------ | ------ | ------ |
| 2020               | Palmeiras          | A1/SP+A            | 0+13       | 0          | CB              | 2               | 0               | CL                 | 3                  | 0                  |             | -           | -           | 18     | 0      |        |
| 2021               | Palmeiras          | A1/SP+A            | 6+3        | 1+1        | CB              | 0               | 0               | CL                 | 0                  | 0                  | SB+RS       | 0           | 0           | 9      | 0      |        |
| 2022               | Palmeiras          | A1/SP+A            | 1+1        | 0          | CB              | 0               | 0               | CL                 | 0                  | 0                  | RS          | 0           | 0           | 2      | 0      |        |
| Totale carriera    | Totale carriera    | Totale carriera    | 24         | 2          |                 | 2               | 0               |                    | 3                  | 0                  |             | -           | -           | 29     | 2      |        |
| 2022-2023          | Santa Clara        | PL                 | 33         | 5          | CP+CdL          | 1+1             | 0               |                    | -                  | -                  |             | -           | -           | 53     | 5      |        |
| 2023-2024          | Santa Clara        | SL                 | 2          | 0          | CP+CdL          | 0               | 0               |                    | -                  | -                  |             | -           | -           | 2      | 0      |        |
| Totale Santa Clara | Totale Santa Clara | Totale Santa Clara | 35         | 5          |                 | 2               | 0               |                    | -                  | -                  |             | -           | -           | 37     | 5      |        |
| Totale carriera    | Totale carriera    | Totale carriera    | 59         | 7          |                 | 4               | 0               |                    | 3                  | 0                  |             | -           | -           | 66     | 7      |        |

## Palmarès

### Club

#### Competizioni statali
- Campionato paulista: 2

Palmeiras: 2020, 2022

#### Competizioni nazionali
- Supercoppa del Brasile: 1

Palmeiras: 2020
- Liga Portugal 2: 1

Santa Clara: 2023-2024

#### Competizioni internazionali
- Coppa Libertadores: 2

Palmeiras: 2020, 2021
- Recopa Sudamericana: 1

Palmeiras: 2022